# Album al numero uno nella Billboard 200 nel 1982
Di seguito è proposta la lista degli album al numero uno nella Billboard 200 nel 1982.
La Billboard 200, pubblicata settimanalmente dalla rivista Billboard, considera gli album e gli EP più venduti negli Stati Uniti. Prima che la Nielsen SoundScan iniziasse il tracciamento delle vendite nel 1991, Billboard stimava le vendite degli album chiedendo a campione i dati ai vari negozi della nazione, raccolti tramite telefono, fax o messaggio. I dati raccolti nei vari negozi si basavano principalmente sulla popolarità degli album e non sulle vendite effettive.

## Billboard 200
| † | Indica l'album con le migliori prestazioni del 1982 |

| Data         | Album                                 | Artista           | Tot. sett. #1 | Fonti  |
| ------------ | ------------------------------------- | ----------------- | ------------- | ------ |
| 2 gennaio    | For Those About to Rock We Salute You | AC/DC             | 3             | [ 4 ]  |
| 9 gennaio    | For Those About to Rock We Salute You | AC/DC             | 3             | [ 5 ]  |
| 16 gennaio   | 4                                     | Foreigner         | 10            | [ 6 ]  |
| 23 gennaio   | 4                                     | Foreigner         | 10            | [ 7 ]  |
| 30 gennaio   | 4                                     | Foreigner         | 10            | [ 8 ]  |
| 6 febbraio   | Freeze Frame                          | The J. Geils Band | 4             | [ 9 ]  |
| 13 febbraio  | Freeze Frame                          | The J. Geils Band | 4             | [ 10 ] |
| 20 febbraio  | Freeze Frame                          | The J. Geils Band | 4             | [ 11 ] |
| 27 febbraio  | Freeze Frame                          | The J. Geils Band | 4             | [ 12 ] |
| 6 marzo      | Beauty and the Beat                   | Go-Go’s           | 6             | [ 13 ] |
| 13 marzo     | Beauty and the Beat                   | Go-Go’s           | 6             | [ 14 ] |
| 20 marzo     | Beauty and the Beat                   | Go-Go’s           | 6             | [ 15 ] |
| 27 marzo     | Beauty and the Beat                   | Go-Go’s           | 6             | [ 16 ] |
| 3 aprile     | Beauty and the Beat                   | Go-Go’s           | 6             | [ 17 ] |
| 10 aprile    | Beauty and the Beat                   | Go-Go’s           | 6             | [ 18 ] |
| 17 aprile    | Chariots of Fire                      | Vangelis          | 4             | [ 19 ] |
| 24 aprile    | Chariots of Fire                      | Vangelis          | 4             | [ 20 ] |
| 1º maggio    | Chariots of Fire                      | Vangelis          | 4             | [ 21 ] |
| 8 maggio     | Chariots of Fire                      | Vangelis          | 4             | [ 22 ] |
| 15 maggio    | Asia †                                | Asia              | 9             | [ 23 ] |
| 22 maggio    | Asia †                                | Asia              | 9             | [ 24 ] |
| 29 maggio    | Tug of War                            | Paul McCartney    | 3             | [ 25 ] |
| 5 giugno     | Tug of War                            | Paul McCartney    | 3             | [ 26 ] |
| 12 giugno    | Tug of War                            | Paul McCartney    | 3             | [ 27 ] |
| 19 giugno    | Asia †                                | Asia              | 9             | [ 28 ] |
| 26 giugno    | Asia †                                | Asia              | 9             | [ 29 ] |
| 3 luglio     | Asia †                                | Asia              | 9             | [ 30 ] |
| 10 luglio    | Asia †                                | Asia              | 9             | [ 31 ] |
| 17 luglio    | Asia †                                | Asia              | 9             | [ 32 ] |
| 24 luglio    | Asia †                                | Asia              | 9             | [ 33 ] |
| 31 luglio    | Asia †                                | Asia              | 9             | [ 34 ] |
| 7 agosto     | Mirage                                | Fleetwood Mac     | 5             | [ 35 ] |
| 14 agosto    | Mirage                                | Fleetwood Mac     | 5             | [ 36 ] |
| 21 agosto    | Mirage                                | Fleetwood Mac     | 5             | [ 37 ] |
| 28 agosto    | Mirage                                | Fleetwood Mac     | 5             | [ 38 ] |
| 4 settembre  | Mirage                                | Fleetwood Mac     | 5             | [ 39 ] |
| 11 settembre | American Fool                         | John Cougar       | 9             | [ 40 ] |
| 18 settembre | American Fool                         | John Cougar       | 9             | [ 41 ] |
| 25 settembre | American Fool                         | John Cougar       | 9             | [ 42 ] |
| 2 ottobre    | American Fool                         | John Cougar       | 9             | [ 43 ] |
| 9 ottobre    | American Fool                         | John Cougar       | 9             | [ 44 ] |
| 16 ottobre   | American Fool                         | John Cougar       | 9             | [ 45 ] |
| 23 ottobre   | American Fool                         | John Cougar       | 9             | [ 46 ] |
| 30 ottobre   | American Fool                         | John Cougar       | 9             | [ 47 ] |
| 6 novembre   | American Fool                         | John Cougar       | 9             | [ 48 ] |
| 13 novembre  | Business as Usual                     | Men at Work       | 15            | [ 49 ] |
| 20 novembre  | Business as Usual                     | Men at Work       | 15            | [ 50 ] |
| 27 novembre  | Business as Usual                     | Men at Work       | 15            | [ 51 ] |
| 4 dicembre   | Business as Usual                     | Men at Work       | 15            | [ 52 ] |
| 11 dicembre  | Business as Usual                     | Men at Work       | 15            | [ 53 ] |
| 18 dicembre  | Business as Usual                     | Men at Work       | 15            | [ 54 ] |
| 25 dicembre  | Business as Usual                     | Men at Work       | 15            | [ 55 ] |

Note:
1. ↑  Ha raggiunto il numero uno anche nel 1981
2. ↑  Ha raggiunto il numero uno anche nel 1981
3. ↑  Ha raggiunto il numero uno anche nel 1983